# Beatebergs kyrka
Beatebergs kyrka är en kyrkobyggnad som sedan 2002 tillhör Fägre församling (tidigare Beatebergs församling) i Skara stift. Den ligger i byn Beateberg i Töreboda kommun.

## Kyrkobyggnaden
Första kyrkan var av trä och uppfördes troligen på 1600-talet. Den skall först stått vid Ryholms tidigare sätesgård. 1758 flyttades kyrkan till nuvarande kyrkplats. Flyttningen skall ha förordats av fru Beata Lagerberg (Ebba Beata (1705–1773) boende i Kyrkefalla socken) till östra sidan av sjön Viken. Trakten fick sedan namnet Beateberg efter henne. 1792 tillkom ett kyrktorn och 1808 byggdes en sakristia. Träkyrkan revs 1877.
Nuvarande kyrkobyggnad är en sexkantig centralkyrka uppförd åren 1877–1880 efter ritningar av arkitekt Emil Viktor Langlet. Stomme och ytterväggar är av tegel. Mitt på taket finns ett klocktorn.
Kyrkorummet har en öst-västlig orientering med kor och sakristia i öster och vapenhus i väster.

## Inventarier
- En mässhake är från 1600-talet.
- Över altarringen hänger en ljuskrona av slipat glas från 1700-talet.
- Dopfunten består av trästativ med silverskål.
- Altaruppsatsen är från 1881 och har ett stort träkors med treklöverformade korsarmar. Korset är placerat framför ett rundbågigt blåmålat fält.
- I kyrkan finns tolv oljemålningar som är italienska arbeten från 1700-talet.
- I kyrktornet hänger två klockor. Storklockans ålder är okänd medan lillklockan är omgjuten 1766 av Nils Billsten (1741–1794) i Skara. Klockorna skall ursprungligen har kommit från den rivna Tibergs kyrka i Bellefors socken. Denna kyrka revs på mitten av 1700-talet. Lillklockans öde kunde i alla fall läsas (läst 1905):"Ack att Gud hjertat titt, O´ att Tibergs folk, må röra, til andackt tå tu mig, med nöje mig få höra. När jag tig till Guds hus, tig kallar med mitt ljud, tå kom, och kom tå snart, att höra Herrans bud. -- Jag som förr legat död i dystra innejorden, ren varit länge svag, nu frisk och levand vorden. Åhr 1733. Tack herde, tack tu hjord, som om mig vårdnad har. Mag. Erik Afselius. -- Tack tu idoga hand som mig ophulpit har. Från Malmö, af M:st Andreas Wetterholts i Sköfde, han som mig omgjutit har".  Man verkar kunna utläsa att denna klocka har legat begravd i söndrigt skick och sedan hittats och omgjutits av klockgjutare Andreas Wetterholtz (1702–1771) från Malmö, som då har omgjutit densamma i Gävle år 1733. Storklockans inskription (läst 1905): "Hör, i höga rymder skallar, helga klockors högtids ljud, se, de fromma dem de kallar, glade följa deras bud. -- Följ mitt hjerta, följ att fira, andaktsstunden af ditt hopp, pekar icke templets spira, mot den höga himlen opp". Storklockan blev omgjuten och förstorad 1844 i Jönköping av klockgjutare Mathias Anders Rönnblom (f. 1793 mästare 1830).[1]

## Orgel
- Orgeln byggdes 1878 av E. A. Setterquist & Son, Örebro, och är helt orörd sedan byggnadstiden.

Disposition:
| Manual (C-f3)           | Pedal (C-g0) | Koppel     |
| ----------------------- | ------------ | ---------- |
| Borduna 16' B/D         | Bihängd      | Man 4'/Man |
| Princip-Salicional 8' B |              |            |
| Principal 8'            |              |            |
| Rörflöjt 8'             |              |            |
| Salicional 8'           |              |            |
| Octava 4'               |              |            |
| Flöjt 4'                |              |            |
| Trompet 8' (vakant)     |              |            |